# الانضمام للاتحاد
الانضمام للاتحاد (Admission to the Union) يسمح به بند الانضمام في دستور الولايات المتحدة في المادة الرابعة ، القسم 3، البند 1، والذي يخول الكونغرس الأمريكي قبول ولايات جديدة في الاتحاد خارج الولايات الثلاث عشرة الموجودة بالفعل عند دخول الدستور حيز التنفيذ. وقد دخل الدستور حيز التنفيذ في 21 يونيو 1788 في الولايات التسع التي صادقت عليه، وبدأت الحكومة الفيدرالية الأمريكية العمل بموجبه في 4 مارس 1789 عندما كان ساريًا في 11 ولاية من أصل 13 ولاية. انضمت منذ ذلك الحين 37 دولة إلى الاتحاد. يتم قبول كل ولاية جديدة على قدم المساواة مع تلك الموجودة بالفعل.